# Flughafen Malta

i8
i11
i13
Der Malta International Airport (IATA-Code: MLA, ICAO-Code: LMML) ist der einzige internationale Flughafen des Staates Malta. Er liegt in der Nähe des Ortes Luqa und ist Heimatbasis und Drehkreuz von KM Malta Airlines sowie auch eine Basis von Ryanair.

## Geschichte
Die Geschichte des Flughafens reicht bis zu den ersten Jahrzehnten des 20. Jahrhunderts zurück. Die ersten Flugplätze auf Malta waren aufgrund der strategisch wichtigen Lage der Insel militärischer Art; aber schon in den 1920er Jahren erfolgten erste Zivilflüge.
Der später mehrfach umgebaute und erweiterte Flughafen war während des Zweiten Weltkrieges ein wichtiger britischer Militärflugplatz. Die Royal Air Force Station Luqa, kurz RAF Luqa beherbergte das Hauptquartier des Mediterranean Command (Mittelmeer-Kommandos). Sie erlangte insbesondere während der Belagerung Maltas durch die Achsenmächte von 1941 bis 1943 strategische Bedeutung für die Alliierten bei den Kämpfen um die Seeherrschaft im Mittelmeer und in Nordafrika. Neben Luqa als Hauptbasis gab es weitere kleinere RAF-Stationen in Ta'Qali und Ħal-Far, letztere war der erste Flugplatz Maltas, der 1929 als Marineflieger-Stützpunkt HMS Falcon der Royal Navy eröffnet worden war. Darüber hinaus gab es Nebenflugplätze bei Safi, Qrendi und auf Gozo.
Nach dem Krieg erlangte RAF Luqa vorübergehend 1956 während der Suezkrise strategische Bedeutung für die Briten. In den letzten Jahrzehnten unter britischem Kommando hatte die RAF hier Seefernaufklärer der Typen Shackleton und Nimrod stationiert. Nach der Unabhängigkeit vom Vereinigten Königreich im Jahr 1974 und dem Rückzug der Royal Air Force wurde der Flughafen 1979 den lokalen Behörden übergeben.
Bereits zu RAF-Zeiten begann die zivile Mitbenutzung. Am 31. März 1958 wurde hierzu das erste Passagierterminal eröffnet, im Oktober 1977 kam eine neue Landebahn hinzu. Ab 1987 wurde ein neues Terminal geplant und 1992 eröffnet.  In dessen Untergeschoss befindet sich die römisch-katholische Flughafenkapelle Sidtna tal-Mitjar – Our Lady of the Airways, wo bis zu drei Heilige Messen täglich stattfinden.

## Betreiber und Abfertigungsgesellschaften
Flughafenbetreiber ist die börsennotierte Malta International Airport plc. (MIA), an der neben dem maltesischen Staat seit 2002 auch die Flughafen Wien AG beteiligt ist.
An Abfertigungsgesellschaften sind vertreten Air Malta als Selbstabfertiger und Drittabfertiger für einige andere Fluggesellschaften sowie die Aviaserve Ltd. für weitere Fluggesellschaften.

## Lufthansa Technik Malta
Die im Jahr 2002 als Joint Venture von Air Malta und Lufthansa Technik gegründete Lufthansa Technik Malta führt MRO-Dienstleistungen (Maintenance, Repair and Overhaul – Wartung, Reparatur und Überholung) von Flugzeugen durch. Das Unternehmen beschäftigt 600 Mitarbeiter und hat im April 2009 am Flughafen Malta zwei neue Hangars für die Betreuung von Airbus-Großraumflugzeug in Betrieb genommen. Neben der Airbus-A320-Familie können derzeit auch Flugzeuge der Typen Airbus A330, Airbus A340 sowie Airbus A350 gewartet werden.

## Fluggesellschaften und Ziele
Der Malta International Airport wird von insgesamt 21 Fluggesellschaften regelmäßig angeflogen. Ryanair beförderte im Jahr 2021 die meisten Passagiere, gefolgt vom damaligen Flag Carrier Air Malta.
Es werden Flüge zu 98 verschiedenen Zielen angeboten. Ein Großteil der Ziele liegt in Europa, daneben werden auch Ziele in Nordafrika und Vorderasien bedient. Die wichtigsten Länder waren im Jahr 2021 Italien und das Vereinigte Königreich.

## Verkehrszahlen
| Jahr | Passagierzahlen | Luftfracht (Tonnen) (mit Luftpost) | Flugbewegungen |
| ---- | --------------- | ---------------------------------- | -------------- |
| 2022 | 5.851.079       | 16.385                             | 40.355         |
| 2021 | 2.540.335       | 14.895                             | 24.516         |
| 2020 | 1.748.050       | 15.788                             | 18.982         |
| 2019 | 7.310.289       | 16.425                             | 51.910         |
| 2018 | 6.808.177       | 15.832                             | 48.737         |
| 2017 | 6.014.548       | 14.628                             | 42.987         |
| 2016 | 5.080.071       | 14.210                             | 35.800         |
| 2015 | 4.618.640       | 14.965                             | 34.242         |
| 2014 | 4.290.304       | 14.109                             | 32.247         |
| 2013 | 4.031.502       | 14.668                             | 30.759         |
| 2012 | 3.649.938       | 15.105                             | 28.197         |
| 2011 | 3.506.513       | 14.883                             | 28.018         |
| 2010 | 3.293.635       | 15.407                             | 28.935         |
| 2009 | 2.918.664       | 16.082                             | 26.303         |
| 2008 | 3.109.868       | 16.959                             | 27.070         |
| 2007 | 2.971.253       | 16.852                             | 27.400         |
| 2006 | 2.692.019       | 16.967                             | 24.711         |
| 2005 | 2.749.045       | 15.851                             | 25.926         |
| 2004 | 2.753.101       | 16.975                             | 25.568         |
| 2003 | 2.631.663       | 17.144                             | 27.290         |
| 2002 | 2.592.850       | 13.351                             | 26.404         |
| 2001 | 2.729.650       | 12.925                             | 27.739         |

## Zwischenfälle
- Am 24. Oktober 1945 ging die Triebwerksleistung einer Douglas DC-3/C-47A-50-DL der British Overseas Airways Corporation (BOAC) (Luftfahrzeugkennzeichen G-AGHR) beim Start vom Flughafen Malta-Luqa zurück. Das Flugzeug geriet ins Schleudern, prallte auf einen Grat und fing Feuer. Die Maschine wurde irreparabel beschädigt. Alle Insassen überlebten den Unfall.[14]

- Am 14. August 1946 fiel an einer Douglas DC-3/C-47A-50-DL der British Overseas Airways Corporation (BOAC) (G-AGHT) kurz nach dem Start vom Flughafen Malta-Luqa das Triebwerk Nr. 1 (links) aus. Bei der Rückkehr verlor auch  das Triebwerk Nr. 2 (rechts) im Endanflug an Leistung. Der Kapitän versuchte, die Landebahn durch eine Steilkurve noch zu erreichen. Das Flugzeug schlug hart auf, sprang wieder hoch, rutschte dann weiter, fing Feuer und brannte aus. Die Triebwerke waren wegen fehlender Treibstoffzufuhr ausgefallen, da der Tankwahlschalter versehentlich auf den fast leeren Reservetank gedreht worden war. Von den fünf Insassen des Frachtfluges wurde einer getötet (siehe auch Flugunfall einer Douglas DC-3 der BOAC in Malta 1946).[15]

- Am 2. Dezember 1946 setzte eine Avro York C.1 der Royal Air Force (MW268) am Flughafen Malta-Luqa vor der Landebahn auf und wurde irreparabel beschädigt. Alle Insassen überlebten.[16]

- Am 23. Dezember 1946 wurde eine Douglas DC-3/C-47B-1-DK der British Overseas Airways Corporation (BOAC) (G-AGKD) auf dem Flughafen Malta-Luqa aus unbekannten Gründen irreparabel beschädigt. Über Personenschäden ist nichts bekannt.[17]

- Am 24. Mai 1947 geriet eine Avro York C.1 der Royal Air Force (MW190) beim Anflug auf den Flughafen Malta-Luqa in eine Fallbö, setzte vor der Landebahn auf und wurde irreparabel beschädigt. Alle Insassen überlebten den Unfall.[18]

- Am 16. Juni 1952 schlug eine Handley Page Hastings C.1 der Royal Air Force (TG603) bei der Landung auf dem Flughafen Malta-Luqa neben der Landebahn auf und wurde irreparabel beschädigt. Möglicherweise war ein Höhenruderbolzen gebrochen. Alle Insassen überlebten den Unfall.[19][20]

- Am 25. Juli 1952 wurde eine Vickers Viking 1A der britischen Crewsair (G-AHON) bei einer sehr harten Landung auf dem Flughafen Malta-Luqa irreparabel beschädigt. Alle Insassen überlebten den Unfall.[21]

- Am 13. April 1954 verunglückte eine Avro York C.1 der Scottish Airlines (G-AMUM) auf dem Flughafen Malta-Luqa. Der Anlasser eines der Triebwerke war defekt. Deshalb kam der Kapitän auf die Idee, dieses Triebwerk anzulassen, indem der Propeller durch Fahrtwind beim Rollen beschleunigt werden sollte. Dies gelang tatsächlich, aber erst so kurz vor dem Ende der Startbahn, dass dieses zügig überrollt und das Flugzeug irreparabel beschädigt wurde. Alle drei Besatzungsmitglieder überlebten das Missgeschick.[22]

- Am 18. Februar 1956 stürzte die Avro York G-ANSY der Scottish Airlines kurz nach dem Start vom Flughafen Malta nach einem Triebwerksschaden ab. Alle 50 Personen an Bord kamen ums Leben.[23]

- Am 20. Mai 1958 setzte eine Avro York C.1 der britischen Dan-Air (G-AMUT) bei der Landung auf dem Flughafen Malta spät auf und überrollte das Landebahnende. Um das Flugzeug zum Stehen zu bringen, wurde das Fahrwerk eingefahren. Die Maschine kollidierte mit einer Mauer und wurde irreparabel beschädigt. Alle drei Besatzungsmitglieder des Frachtflugs überlebten.[24]

- Am 5. Januar 1960 fielen bei einer Vickers Viscount 701 der British European Airways (BEA) (G-AMNY) nach dem Aufsetzen am Zielflughafen Malta das Hydrauliksystem und damit die Bremsen und die Bugradsteuerung aus. Auf dem abschüssigen Gelände rollte die Maschine gegen den Kontrollturm. Keiner der 51 Insassen kam zu Schaden, das Flugzeug war allerdings schrottreif.[25]

- Am 23. November 1985 landete die entführte Boeing 737-266 SU-AYH der Egyptair. Nachdem die Terroristen am Flughafen Malta bereits zwei Geiseln erschossen hatten, starben bei der Erstürmung weitere 58 Menschen. Die Maschine wurde zerstört (siehe auch Egypt-Air-Flug 648).[26]

- Am 24. Oktober 2016 stürzte eine Fairchild Swearingen Metro (N577MX) auf dem CAE-Aviation-Flug 77 kurz nach dem Start ab, wobei alle fünf Menschen an Bord ums Leben kamen. Die Maschine war im Auftrag des französischen Zolls zur Kontrolle der Menschenschmugglerroute von der libyschen Küste nach Europa eingesetzt. Die Maschine war in den USA registriert und an eine Firma in Luxemburg verleast.[27][28]